# Operatie Entebbe
Operatie Entebbe vond in de nacht van 3 juli op 4 juli 1976 plaats op de luchthaven van Entebbe in Oeganda. Het was een bevrijdingsactie van het Israëlisch defensieleger om Israëlische burgers en andere Joodse gegijzelden te bevrijden die door Duitse en Palestijnse terroristen waren gegijzeld na een vlucht uit Athene. De gegijzelden waren vanwege hun Joodse afkomst door de terroristen gescheiden van de andere passagiers.
De militaire codenaam voor de operatie is Operatie Thunderbolt. De operatie is – als eerbewijs aan de bij de actie gesneuvelde Jonathan Netanyahu – postuum ook met "Operatie Jonathan" aangeduid. Het publiek en de media gebruiken de niet-officiële term "Operatie Entebbe". Het uiteindelijke dodental was 56 (45 Oegandese militairen, zeven kapers, drie gegijzelden en Netanyahu). Twee gegijzelden kwamen om tijdens de bevrijdingsactie. Eén gegijzelde, de 75-jarige Dora Bloch, was de dag voor de bevrijding opgenomen in het plaatselijke ziekenhuis en kon zodoende niet bevrijd worden. Zij werd de dag erna door Oegandese militairen vermoord. De Oegandese dictator Idi Amin verdacht buurland Kenia van samenwerking met Israël bij de operatie en liet honderden in Oeganda woonachtige Kenianen vermoorden.
De operatie werd meermalen verfilmd.